# Gaetanus brevirostris
Gaetanus brevirostris är en kräftdjursart som först beskrevs av Brodsky 1950.  Gaetanus brevirostris ingår i släktet Gaetanus och familjen Aetideidae. Inga underarter finns listade i Catalogue of Life.